# Saut à ski aux Jeux olympiques
Le saut à ski a fait son entrée aux Jeux olympiques en 1924 lors de la première édition des JO d'hiver disputés à Chamonix. C'était une discipline exclusivement masculine, jusqu'à ce que le CIO accepte d'ajouter une épreuve féminine pour les Jeux olympiques de 2014 à Sotchi. La candidature du saut à ski féminin a au préalable été refusée en 2006 pour les Jeux olympiques de 2010 par manque de haut niveau dans ce sport.

## Tableau des médailles
Le tableau ci-dessous présente le bilan, par nations, des médailles obtenues en saut à ski lors des Jeux olympiques d'hiver, de 1924 à 2022. Le rang est obtenu par le décompte des médailles d'or, puis en cas d'ex æquo, des médailles d'argent, puis de bronze.
| Rang  | Nation                     | Or | Argent | Bronze | Total |
| ----- | -------------------------- | -- | ------ | ------ | ----- |
| 1     | Norvège                    | 12 | 10     | 14     | 36    |
| 2     | Finlande                   | 10 | 8      | 4      | 22    |
| 3     | Autriche                   | 7  | 10     | 10     | 27    |
| 4     | Allemagne                  | 6  | 7      | 3      | 16    |
| 5     | Japon                      | 4  | 6      | 4      | 14    |
| 6     | Pologne                    | 4  | 3      | 3      | 10    |
| 7     | Suisse                     | 4  | 1      | 0      | 5     |
| 8     | Allemagne de l'Est         | 2  | 3      | 2      | 7     |
| 9     | Slovénie                   | 2  | 2      | 3      | 7     |
| 10    | Tchécoslovaquie            | 1  | 2      | 4      | 7     |
| 11    | Équipe unifiée d'Allemagne | 1  | 0      | 1      | 2     |
| 12    | Union soviétique           | 1  | 0      | 0      | 1     |
| 13    | Suède                      | 0  | 1      | 1      | 2     |
| 13    | Yougoslavie                | 0  | 1      | 1      | 2     |
| 15    | ROC                        | 0  | 1      | 0      | 1     |
| 16    | États-Unis                 | 0  | 0      | 1      | 1     |
| 16    | France                     | 0  | 0      | 1      | 1     |
| 16    | Canada                     | 0  | 0      | 1      | 1     |
| Total | Total                      | 54 | 55     | 43     | 162   |

## Saut masculin

### Tremplin normal
Le saut à ski aux jeux olympiques n'a lieu que sur un seul tremplin jusqu'en 1960 à Squaw Valley. Dès les jeux de 1964 à Innsbruck une deuxième compétition apparaît, sur tremplin K 70 dit « normal », par opposition aux « gros tremplins ». Pour les jeux 2014 de Sotchi, le « tremplin normal » a une taille de 105 mètres, pour un PK de 95 mètres.
| Épreuves | Or                    | Argent                        | Bronze                |
| -------- | --------------------- | ----------------------------- | --------------------- |
| 1964     | Veikko Kankkonen      | Toralf Engan                  | Torgeir Brandtzaeg    |
| 1968     | Jiri Raska            | Reinhold Bachler              | Baldur Preiml         |
| 1972     | Yukio Kasaya          | Akitsugu Konno                | Seiji Aochi           |
| 1976     | Hans-Georg Aschenbach | Jochen Danneberg              | Karl Schnabl          |
| 1980     | Anton Innauer         | Manfred Deckert Hirokazu Yagi |                       |
| 1984     | Jens Weissflog        | Matti Nykänen                 | Jari Puikkonen        |
| 1988     | Matti Nykänen         | Pavel Ploc                    | Jiri Malec            |
| 1992     | Ernst Vettori         | Martin Hoellwarth             | Toni Nieminen         |
| 1994     | Espen Bredesen        | Lasse Ottesen                 | Dieter Thoma          |
| 1998     | Jani Soininen         | Kazuyoshi Funaki              | Andreas Widhoelzl     |
| 2002     | Simon Ammann          | Sven Hannawald                | Adam Małysz           |
| 2006     | Lars Bystoel          | Matti Hautamaeki              | Roar Ljoekelsoey      |
| 2010     | Simon Ammann          | Adam Małysz                   | Gregor Schlierenzauer |
| 2014     | Kamil Stoch           | Peter Prevc                   | Anders Bardal         |
| 2018     | Andreas Wellinger     | Johann André Forfang          | Robert Johansson      |
| 2022     | Ryōyū Kobayashi       | Manuel Fettner                | Dawid Kubacki         |

### Gros tremplin
Avant 1964, les tremplins olympiques sont uniques pour chaque jeu ; le premier à Chamonix a une taille qui apparaît maintenant modeste puisque le vainqueur Jacob Tullin Thams gagne avec un saut de moins de 50 mètres. Ensuite, les tremplins olympiques varient d'une taille de K61 en 1932 à Lake Placid, à K80 en 1960 à Squaw Valley, 
Ce n'est qu'à partir de 1964 à Innsbruck que les concours olympiques ont lieu non seulement sur un tremplin « normal », mais également sur tremplin alors dit « gros tremplin ».
Le « gros tremplin » de 1964 est un K90, ce sera également le cas du tremplin du Dauphiné pour les jeux de Grenoble en 1968, et de celui des jeux de Sapporo en 1972. Ensuite, de 1976 à 2002, les gros tremplins olympiques sont des K120 (environ). La taille est sensiblement la même ensuite, mais les normes officielles les désignent désormais par leur taille dite « HS » : les tremplins des jeux de Turin en 2006, Vancouver en 2010, Sotchi en 2014 et Pyeongchang en 2018 sont des HS 140, pour un PK d'environ 125 mètres.
| Épreuves | Or                 | Argent              | Bronze                |
| -------- | ------------------ | ------------------- | --------------------- |
| 1924     | Jacob Tullin Thams | Narve Bonna         | Anders Haugen         |
| 1928     | Alf Andersen       | Sigmund Ruud        | Rudolf Purkert        |
| 1932     | Birger Ruud        | Hans Beck           | Kaare Wahlberg        |
| 1936     | Birger Ruud        | Sven Eriksson       | Reidar Andersen       |
| 1948     | Petter Hugstedt    | Birger Ruud         | Thorleif Schjelderup  |
| 1952     | Arnfinn Bergmann   | Torbjoern Falkanger | Karl Holmström        |
| 1956     | Antti Hyvärinen    | Aulis Kallakorpi    | Harry Glass           |
| 1960     | Helmut Recknagel   | Niilo Halonen       | Otto Leodolter        |
| 1964     | Toralf Engan       | Veikko Kankkonen    | Torgeir Brandtzaeg    |
| 1968     | Vladimir Belussov  | Jiri Raska          | Lars Grini            |
| 1972     | Wojciech Fortuna   | Walter Steiner      | Rainer Schmidt        |
| 1976     | Karl Schnabl       | Anton Innauer       | Henry Glass           |
| 1980     | Jouko Törmänen     | Hubert Neuper       | Jari Puikkonen        |
| 1984     | Matti Nykänen      | Jens Weissflog      | Pavel Ploc            |
| 1988     | Matti Nykänen      | Erik Johnsen        | Matjaz Debelak        |
| 1992     | Toni Nieminen      | Martin Hoellwarth   | Heinz Kuttin          |
| 1994     | Jens Weissflog     | Espen Bredesen      | Andreas Goldberger    |
| 1998     | Kazuyoshi Funaki   | Jani Soininen       | Masahiko Harada       |
| 2002     | Simon Ammann       | Adam Małysz         | Matti Hautamaeki      |
| 2006     | Thomas Morgenstern | Andreas Kofler      | Lars Bystoel          |
| 2010     | Simon Ammann       | Adam Małysz         | Gregor Schlierenzauer |
| 2014     | Kamil Stoch        | Noriaki Kasai       | Peter Prevc           |
| 2018     | Kamil Stoch        | Andreas Wellinger   | Robert Johansson      |
| 2022     | Marius Lindvik     | Ryōyū Kobayashi     | Karl Geiger           |

### Concours par équipes
Le concours par équipes a fait son entrée aux Jeux olympiques en 1988 à Calgary. Il a depuis lieu sur « gros tremplin ».
| Épreuves | Or                                                                                        | Argent                                                                                    | Bronze                                                                                          |
| -------- | ----------------------------------------------------------------------------------------- | ----------------------------------------------------------------------------------------- | ----------------------------------------------------------------------------------------------- |
| 1988     | Finlande - Ari-Pekka Nikkola - Matti Nykänen - Tuomo Ylipulli - Jari Puikkonen            | Yougoslavie - Primož Ulaga - Matjaz Zupan - Matjaz Debelak - Miran Tepes                  | Norvège - Ole Christian Eidhammer - Jon Inge Kjørum - Ole Gunnar Fidjestøl - Erik Johnsen       |
| 1992     | Finlande - Ari-Pekka Nikkola - Mika Antero Laitinen - Risto Laakonen - Toni Nieminen      | Autriche - Heinz Kuttin - Ernst Vettori - Martin Hoellwarth - Andreas Felder              | Tchécoslovaquie - Frantisek Jez - Tomas Goder - Jaroslav Sakala - Jiri Parma                    |
| 1994     | Allemagne - Hansjörg Jäkle - Christof Duffner - Dieter Thoma - Jens Weissflog             | Japon - Jinya Nishikata - Takanobu Okabe - Noriaki Kasai - Masahiko Harada                | Autriche - Heinz Kuttin - Christian Moser - Stefan Horngacher - Andreas Goldberger              |
| 1998     | Japon - Takanobu Okabe - Hiroya Saito - Masahiko Harada - Kazuyoshi Funaki                | Allemagne - Sven Hannawald - Martin Schmitt - Hansjörg Jäkle - Dieter Thoma               | Autriche - Reinhard Schwarzenberger - Martin Hoellwarth - Stefan Horngacher - Andreas Widhoelzl |
| 2002     | Allemagne - Sven Hannawald - Stephan Hocke - Michael Uhrmann - Martin Schmitt             | Finlande - Matti Hautamaeki - Veli-Matti Lindstroem - Risto Jussilainen - Janne Ahonen    | Slovénie - Damjan Fras - Primož Peterka - Robert Kranjec - Peter Zonta                          |
| 2006     | Autriche - Andreas Widhoelzl - Andreas Kofler - Martin Koch - Thomas Morgenstern          | Finlande - Tami Kiuru - Janne Happonen - Janne Ahonen - Matti Hautamaeki                  | Norvège - Lars Bystoel - Bjoern Einar Romoeren - Tommy Ingebrigtsen - Roar Ljoekelsoey          |
| 2010     | Autriche - Wolfgang Loitzl - Andreas Kofler - Thomas Morgenstern - Gregor Schlierenzauer  | Allemagne - Michael Neumayer - Andreas Wank - Martin Schmitt - Michael Uhrmann            | Norvège - Anders Bardal - Tom Hilde - Johan Remen Evensen - Anders Jacobsen                     |
| 2014     | Allemagne - Andreas Wank - Marinus Kraus - Andreas Wellinger - Severin Freund             | Autriche - Michael Hayböck - Thomas Morgenstern - Thomas Diethart - Gregor Schlierenzauer | Japon - Reruhi Shimizu - Taku Takeuchi - Daiki Ito - Noriaki Kasai                              |
| 2018     | Norvège - Robert Johansson - Daniel Andre Tande - Johann Andre Forfang - Andreas Stjernen | Allemagne - Andreas Wellinger - Richard Freitag - Karl Geiger - Stephan Leyhe             | Pologne - Maciej Kot - Dawid Kubacki - Kamil Stoch - Stefan Hula                                |
| 2022     | Autriche - Stefan Kraft - Daniel Huber - Jan Hörl - Manuel Fettner                        | Slovénie - Lovro Kos - Cene Prevc - Timi Zajc - Peter Prevc                               | Allemagne - Constantin Schmid - Stephan Leyhe - Markus Eisenbichler - Karl Geiger               |

## Saut féminin, tremplin normal
L'épreuve féminine de saut à ski sur le tremplin normal a été intégrée qu'à partir des JO de 2014.
| Épreuves | Or           | Argent            | Bronze         |
| -------- | ------------ | ----------------- | -------------- |
| 2014     | Carina Vogt  | Daniela Iraschko  | Coline Mattel  |
| 2018     | Maren Lundby | Katharina Althaus | Sara Takanashi |
| 2022     | Urša Bogataj | Katharina Althaus | Nika Križnar   |

## Saut féminin, gros tremplin
L'épreuve féminine de saut à ski sur le gros tremplin a été intégrée qu'à partir des JO de 2026.

## Saut à ski par équipes mixtes, tremplin normal
Le Comité international olympique (CIO) a officiellement ajouté le Saut à ski par équipes mixtes au programme des JO en juillet 2018,.
| Épreuves | Or                                                               | Argent                                                                  | Bronze                                                                                |
| -------- | ---------------------------------------------------------------- | ----------------------------------------------------------------------- | ------------------------------------------------------------------------------------- |
| 2022     | Slovénie - Nika Križnar - Timi Zajc - Urša Bogataj - Peter Prevc | ROC - Irma Makhinia - Danil Sadreev - Irina Avvakumova - Evgeniy Klimov | Canada - Alexandria Loutitt - Matthew Soukup - Abigail Strate - Mackenzie Boyd-Clowes |